# Сухайля
Сухайля — река на территории России, протекает по Фёдоровскому, Мелеузовскому и Стерлитамакскому районам Башкортостана. Длина реки — 96 км. Площадь водосборного бассейна — 752 км².

## География и гидрология
Высота истока — 239 м над уровнем моря.
Устье реки находится в 24 км по правому берегу реки Ашкадар.
Через реку переброшены 4 железобетонных моста и один металлический мост, помимо этого имеется несколько бродов.

## Данные водного реестра
По данным государственного водного реестра России относится к Камскому бассейновому округу, водохозяйственный участок реки — Белая от города Салавата до города Стерлитамака, речной подбассейн реки — Белая. Речной бассейн реки — Кама.
Код объекта в государственном водном реестре — 10010200512111100018298.